# Василенко Андрій Овер'янович
Василенко Андрій Овер'янович (*23 жовтня (4 листопада) 1891, Біленьке — †5 липня 1963, Київ) — український учений у галузях землеробської (сільськогосподарської) механіки та сільськогосподарського машинобудування, академік Академії наук Української РСР (з 30 червня 1948 року; член-кореспондент з 1939 року), доктор технічних (з 1946 року) і сільськогосподарських наук (з 1936 року), професор.
Теоретичні розробки та організаційна діяльність академіка А. О. Василенка в галузях землеробської (сільськогосподарської) механіки та сільськогосподарського машинобудування дозволили створити принципово нові види сільськогосподарської техніки — з групою співробітників розробив і впровадив у виробництво комбіновану бурякову сівалку (1930), ряд причіпних (1933) і навісних (1935) бурякопідіймачів, 4-корпусний навісний плуг для Полісся.

## Біографія
Народився 23 жовтня (4 листопада) 1891 року в Біленькому Катеринославського повіту, Катеринославської губернії (нині Запорізького району, Запорізької області) в багатодітній селянській сім'ї. Після закінчення сільської школи в 1904 році вступив в середнє семикласне механіко-технічне училище в місті Олександрівську (нині Запоріжжя), яке успішно закінчує в 1911 році і йому присвоюють кваліфікацію техніка-механіка. У цьому ж році він успішно складав конкурсні іспити і його зарахували на механічне відділення Київського політехнічного інституту.
Для того, щоб навчатися, йому доводилося працювати на різних підприємствах і заводах, бо з дому він не одержував майже ніякої підтримки, а платня за навчання становила 50 крб. на рік, стипендії студенти не одержували і проживали на приватних квартирах, оскільки гуртожитків у той час не було.
У роки першої світової війни разом зі студентами — випускниками КПІ виконав роботу з проектування лісопильного і деревообробного цехів, бондарного автоматичного цеху Київського заводу дубильних екстрактів на Куренівці. У 1916 році заснував у Святошині великі центральні майстерні з ремонту парових локомобілів, складних парових і ручних сінних пресів, двигунів внутрішнього згоряння та ін. У 1917 р. на базі цих майстерень за завданням уряду організував завод сільгоспмашин і до 1921 р. був його технічним керівником.
У 1923 р. А. О. Василенко, будучи вже спеціалістом з великим досвідом і стажем інженерної роботи, захистив проект «Завод трансмісій». Разом з іншими молодими вченими А. О. Василенко організовував 1923 р. секцію сільськогосподарської техніки при Інституті технічної механіки Академії наук УРСР, на базі якої за їх клопотанням створено науково — дослідну кафедру сільськогосподарської механіки при Головнауці. Її очолив академік К. К. Семінський.
Учений був одним із фундаторів створення в 1929 р. у Харкові Українського науково-дослідного інституту сільськогосподарського
машинобудування і машиновипробування з філіалом у Києві та у 1930 р. — Українського науково-дослідного інституту механізації сільського господарства. В Українському науково-дослідному інституті сільськогосподарського машинобудування та машиновипробовування
А. О. Василенко працював завідувачем лабораторії, завідувачем відділу, заступником директора з наукової роботи; а в Українському науково-дослідному інституті механізації сільського господарства — консультантом, завідувачем методичної частини і заступником директора з наукової роботи, завідувачем відділу динаміки машин і механіки ґрунту.
Професор А. О. Василенко очолював колектив у складі 15 молодих інженерів створений за розпорядженням наркома важкого машинобудування для налагодження випуску першого вітчизняного зернозбирального комбайна на заводі «Комунар» у м. Запоріжжя.
Під керівництвом А. О. Василенка в 1933 р. був створений шестирядний, в 1934 — трирядний причіпний, а в 1935 р. — начіпний трирядний і шестирядний бурякопідіймачі для збирання цукрових буряків. Їхнє виробництво було налагоджено А. О. Василенком на заводах ім. Жовтневої революції в Одесі та «Плуг и молот» у Миколаєві.
У 1935 по 1941 рр. А. О. Василенко консультант із питань машинобудування заводу «Серп і молот» у Харкові. Після організації в 1939 р. при Інституті електротехніки АН УРСР (Харків) відділу сільськогосподарської механіки як керівник відділу в 1939–1941 рр. здійснював обґрунтування підвищення робочих швидкостей сільськогосподарських машин, застосування рентгенографії при дослідженні процесу сепарації зернового вороху в молотарці. Самостійно розробив нову систему шарового обробітку ґрунту з шаровим внесенням добрив.
Упродовж 1941–1944 рр. А. О. Василенко переважно займався створенням машин і знарядь малої механізації трудомістких процесів у сільському господарстві. Брав участь у розробці технології і налагодженні виробництва чавунних гільз для двигунів внутрішнього згоряння та ін.
Перебуваючи в евакуації в м. Алма-Ата А. О. Василенко організував секцію механізації сільського господарства у Казахському філіалі ВАСГНІЛ і як голова секції і член Президії філіалу здійснював методичне керівництво питаннями механізації сільського господарства республіки.
В 1944 р. член-кореспондент Академії наук Української РСР А. О. Василенко створює Лабораторію сільськогосподарської механіки при Інституті будівельної механіки АН УРСР в складі п'яти наукових співробітників. Постановою Ради Народних Комісарів УРСР № 328 від 9 березня 1945 р. та постановою Президії АН УРСР № 5 від 23 березня 1945 року ця лабораторія виділяється в самостійну наукову одиницю
при Відділенні технічних наук АН УРСР з назвою «Лабораторія машинобудування і проблем сільськогосподарської механіки»

Могила Андрія Василенка

Помер 5 липня 1963року. Похований у Києві на Новобайковому цвинтарі. Надгробок з написом: «Академік Андрій Овер'янович Василенко 1891–1963».

## Викладацька діяльність
Поряд з науковою роботою А. О. Василенко, починаючи з 1924 р, у різні періоди викладав в різних вищих навчальних закладах, систематично займався науково — педагогічною діяльністю: спочатку асистент кафедри механізації сільського господарства Київського сільськогосподарського інституту, з 1927 р. — старший викладач, а з 1928 р. — професор. У 1936 р. йому присуджено вчений ступінь доктора сільськогосподарських наук, а в 1946 р. — доктора технічних наук.
Був професором і завідувачем кафедри в Київському, Харківському і Алма — Атинському сільськогосподарських інститутах, Мелітопольському інституті механізації сільського господарства, Білоцерківському політехнікумі, Харківському інституті механізації сільського господарства, Харківському механіко-машинобудівному. З 1948 — у Київському автомобільно-дорожньому інституті.
Він підготував понад 35 кандидатів технічних наук, одного доктора сільськогосподарських наук.

## Наукова діяльність
Працюючи завідувачем науково-дослідного сектору на кафедрі сільськогосподарської механіки при Головному управлінні науки Наркомату освіти УРСР, А. О. Василенко розробив ряд важливих теоретичних і практичних питань, зокрема, він розробив кінематику і динаміку різальних апаратів жниварських машин, які покладені в основу машин, що випускалися заводами сільськогосподарського машинобудування.
Велике наукове і практичне значення мають оригінальні дослідження академіка А. О. Василенка в галузі (землеробської) сільськогосподарської механіки. Науковий доробок А. О. Василенка можна розділити за такими основними напрямами досліджень: 

механіка сільськогосподарських середовищ і матеріалів, 
 — розробка теоретичних основ машин і процесів, 
 — динаміка машин і машинних агрегатів, проектування сільськогосподарської техніки, 
 — розробка технологій конструкційних матеріалів, дослідження в царині історії науки і техніки.
Теоретичними дослідженнями А. О. Василенка встановлено, що змінювання кутів нахилу елементарних робочих поверхонь навіть при
підвищених поступальних швидкостях деформаторів можна зберегти швидкості переміщення частинок ґрунту і затрати енергії такими ж, як і при звичайних швидкостях.
Аналітичне дослідження характеру, величини та швидкостей переміщень часток ґрунту робочими органами ґрунтообробних машин, що
мають різні параметри, дало можливість установити критерії оцінки того чи іншого ґрунтообробного робочого органу. Воно також дає можливість судити про механічні перетворення, що відбуваються в ґрунті.
Він провів велику дослідну роботу з вивчення процесів збирання цукрових буряків. У результаті цих досліджень А. О. Василенком була
розроблена теорія гичкорізальних апаратів із пасивними й активними робочими органами та теоретичні питання, що пов'язані з конструкцією копачів, що дало можливість створити бурякозбиральний комбайн з обрізуванням гички на корені, що є прообразом сучасного
Академік А. О. Василенко й канд. техн. наук І. С. Григор'єв перші на теренах колишнього Радянського Союзу в 1948 р. розробили оригінальну технологію модифікування звичайного сірого чавуну з нормальним вмістом сірки та фосфору і одержали «глобулярний графіт» («бичаче око») на фоні сорбітоподібного перліту у відливці без термічної обробки та без використання дорогих гематитових чавунів і присадок церію.

## Відзнаки
За розробку і впровадження модифікованого чавуну у 1950 році удостоєний Сталінської премії.
Нагороджений орденом Трудового Червоного Прапора, медаллю «За доблесну працю у Великій Вітчизняній війні 1941–1945 рр.», срібними медалями ВДНГ і грамотами Верховних Рад УРСР, СРСР та іншими державними відзнаками.

## Вшанування пам'яті

барельєф

В 1991 році в Києві за адресою бульвар Академіка Вернадського, 34/1 встановлено бронзовий барельєф (автор — скульптор О. П. Скобликов) з написом «1891-1963 У цьому інституті працював радянський вчений, академік АН УРСР Андрій Овер'янович Василенко».